# Bibliothèque nationale de Serbie
La Bibliothèque nationale de Serbie (en serbe cyrillique : Народна библиотека Србије ; en serbe latin : Narodna biblioteka Srbije) est située à Belgrade, dans la municipalité urbaine de Vračar, près de l'église Saint-Sava. L'actuel bâtiment construit entre 1966 et 1972 par  Ivo Kurtović dans un style moderniste est inscrit sur la liste des biens culturels de la Ville de Belgrade.

## Historique
L’idée de la bibliothèque revient à Dimitrije Davidović, qui fut l’éditeur du premier journal serbe et le représentant du prince Miloš Ier Obrenović, soit l'équivalent d'un premier ministre. En février 1832, Davidović écrivit au prince pour lui suggérer la création d'une vaste bibliothèque. Il fut écouté et le prince ordonna l’obligation de dépôt dans ce qui allait devenir la Bibliothèque nationale de Serbie.
En 1941, le bombardement de Belgrade par les nazis détruisit plusieurs centaines de milliers de livres, dont 1 424 manuscrits et chartes rédigés en cyrillique.